# Чарльз Асаті
Чарльз Асаті (англ. Charles Asati; нар. 3 березня 1946) — кенійський легкоатлет, який спеціалізувався в бігу на короткі дистанції.

## Із життєпису
Олімпійський чемпіон (1972) та срібний олімпійський призер (1968) в естафеті 4×400 метрів.
Олімпійський фіналіст (4-е місце) у бігу на 400 метрів (1972).
Чотириразовий чемпіон Ігор Британської Співдружності у бігу на 400 метрів та в естафеті 4×400 метрів (1970, 1974).
Бронзовий призер Ігор Британської Співдружності у бігу на 200 метрів (1970).
Чемпіон Всеафриканських ігор у бігу на 400 метрів та в естафеті 4×400 метрів (1973).
Багаторазовий переможець чемпіонатів Східної та Центральної Африки з легкої атлетики у бігу на 200 метрів (220 ярдів) та 400 метрів.
По завершенні змагальної кар'єри займався сільським господарством, проте повністю не втрачав зв'язок зі спортом, очолюючи один з регіональних підрозділів Федерації легкої атлетики Кенії.

## Основні міжнародні виступи
| Рік  | Змагання                       | Місто      | Місце            | Дисципліна | Примітки         |
| ---- | ------------------------------ | ---------- | ---------------- | ---------- | ---------------- |
| 1968 | Олімпійські ігри               | Мехіко     | 3заб6            | 100 м      |                  |
| 1968 | 2чф5                           | 200 м      |                  |            |                  |
| 1968 | 2                              | 4×400 м    | Відео на YouTube |            |                  |
| 1970 | Ігри Британської Співдружності | Единбург   | 3                | 200 м      | Відео на YouTube |
| 1970 | 1                              | 400 м      |                  |            |                  |
| 1970 | 1                              | 4×400 м    |                  |            |                  |
| 1972 | Олімпійські ігри               | Мюнхен     | 4                | 400 м      | Відео на YouTube |
| 1972 | 1                              | 4×400 м    | Відео на YouTube |            |                  |
| 1973 | Всеафриканські ігри            | Лагос      | 1                | 400 м      |                  |
| 1973 | 1                              | 4×400 м    |                  |            |                  |
| 1974 | Ігри Британської Співдружності | Крайстчерч | 1                | 400 м      | Відео на YouTube |
| 1974 | 1                              | 4×400 м    |                  |            |                  |